# Retiro (animal)
Retiro es un género de arañas araneomorfas de la familia Amaurobiidae. Se encuentra en América.

## Especies
Según The World Spider Catalog 12.0:
- Retiro crinitus (Simon, 1893)
- Retiro fulvipes Simon, 1906
- Retiro granadensis (Keyserling, 1878)
- Retiro gratus (Bryant, 1948)
- Retiro lanceolatus (Vellard, 1924)
- Retiro maculatus Mello-Leitão, 1915
- Retiro nigronotatus Mello-Leitão, 1947
- Retiro plagiatus (Simon, 1893)
- Retiro procerulus (Simon, 1906)
- Retiro quitensis (Simon, 1906)
- Retiro rhombifer (Simon, 1906)
- Retiro roberti (Reimoser, 1939)